# Shengyan
Shengyan (聖嚴; Pinyin: Shèngyán, Wade-Giles: Sheng-yen, nom de naissance Zhang Baokang, 張寳康) (22 janvier 1931 – 3 février 2009) est un moine et érudit bouddhiste qui figure parmi les principaux enseignants contemporains du bouddhisme chinois Chan (japonais: Zen).
Fondateur de l'organisation bouddhiste taïwanaise nommée la Montagne du Tambour du Dharma (anglais: « Dharma Drum Mountain », chinois: 法鼓山), il est à la fois 57e descendant de la tradition Linji (japonais: Rinzai), et 52e descendant de maître Dongshan (école Caodong).
Sheng-yen est reconnu comme un moine ayant joué un rôle majeur dans la reviviscence du bouddhisme chinois et son adaptation aux profondes mutations d'un monde moderne influencé par l'Occident. À Taïwan, Sheng-yen est un des quatre principaux maîtres bouddhistes contemporains, aux côtés des maîtres Hsing Yun, Cheng Yen et Wei Chueh (en). Détenteur d'un doctorat en littérature bouddhiste de l'Université Rissho (en) à Tokyo, il est considéré comme un des grands érudits et pédagogues de la tradition bouddhiste chinoise.

## Biographie
Né en 1931 dans une famille pauvre, dans un village près de Shanghai (Chine Continentale), Sheng-yen devint moine bouddhiste à l'âge de 13 ans. Après 1945, il rejoint un monastère à Shangaï, où il se consacre essentiellement à la pratique de rites funéraires bouddhiques, tout en ayant cependant l'occasion de fréquenter les cours d'une académie bouddhique ce qui lui permet de se familiariser avec l'étude du bouddhisme. Il découvre bientôt les enseignements de Taixu, l'un des grands réformateurs du bouddhisme chinois.

### L'armée et le retour à la vie monastique
En 1949, il est incorporé dans. les forces armées de la république populaire de Chine, et il se rend avec son unité à Taïwan. Il reste dans l'armée jusqu'en 1960, après quoi il retourne à sa vocation monastique (même s'il n'a jamais cessé de se considérer comme un moine durant cette période de vie laïque) en rejoignant alors la lignée de maître Dongchu (en) (1908–1977),. En 1961, il entame une retraite solitaire de six ans, au sud de Taïwan, pour méditer, étudier et écrire, à l'issue de quoi il se rend au Japon où il entame des études universitaires: il obtint un master (1971) puis un doctorat (1975) en littérature bouddhique à l'Université Rissho. À ce moment, il était, à Taïwan, la seule figure notable du bouddhisme à obtenir de tels titres d'une université étrangère réputée,.

#### La diffusion du dharma
À la demande de son maître Dongchu, il s'engage dans la diffusion du dharma aux États-Unis et à Taïwan. En 1975, Il devient abbé du monastère Nong Chan à Taïwan, puis fonde, en 1980, l'Institut de la culture Bouddhique Chung-Hwa à New-York. Entre 1985 et 1989, il fonde également l'Institut d'études bouddhiques Chung-Hwa à Taipei ainsi que la Fondation Internationale « Dharma Drum Mountain » (法鼓山), une organisation consacrée à l'étude, la pratique et la promotion du bouddhisme à Taïwan et dans le monde.
À partir de 1975, il commence à enseigner aux États-Unis et établit un centre de méditation Chan dans le Queens à New York, ainsi que son centre de retraite situé à l'écart de la ville, à Pine Bush, en 1995. Il visite également de nombreux pays européens, dont la Grande-Bretagne, l'Allemagne, la Russie ainsi que des pays d'Europe de l’Est, régions où il implante de nombreux monastères tout en continuant d'enseigner dans divers pays asiatiques, particulièrement à Taïwan. C’était aussi un ardent défenseur de l’environnement. Reconnu comme un enseignant habile des pratiques méditatives, Sheng-yen transmit le Dharma à plusieurs de ses disciples occidentaux laïcs, parmi lesquels Simon Child, Max Kalin et Zarko Andricevic.

### Fin de vie
Bien qu'il continuât de donner des conférences au cours de plusieurs retraites à Taïwan, la santé de Sheng-yen se dégrada durant les dernières années de sa vie. Il déclina une transplantation du foie, déclarant qu'il ne pensait plus vivre très longtemps et préférait voir la transplantation profiter à une personne plus jeune[réf. souhaitée]
Sheng-yen est mort d'une insuffisance rénale le 3 février 2009, en exprimant ce dernier vœu: « L'univers peut disparaître un jour, mais mes vœux sont éternels. ». Conformément à la méthode est asiatique de calcul de l'âge, l’organisation Dharma Drum Mountain annonça la mort de Sheng-yen à l'âge de 80 ans, soit 78 ans selon la méthode de calcul occidentale.
Voici son dernier poème, composé juste avant sa mort (death poem):  
Busy with nothing, growing old. / Within emptiness, weeping, laughing. I Intrinsically, there is no “I.” / Life and death, thus cast aside.

« Occupé à rien, vieillissant.
Dans le vide, pleurer, rire.
Intrinsèquement, il n'y a pas de "moi".
La vie et la mort, ainsi mises de côté. »

## Lignage et enseignement

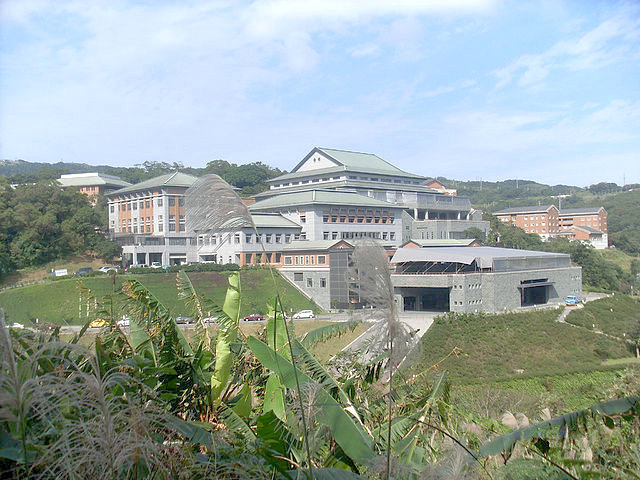
Le siège de la « Montagne du Tambour du Dharma » (Fagushan) à Taïwan, fondé par Sheng Yen

Sheng Yen était un héritier du dharma des traditions Rinzai (par maître Lingyuan) et Caodong (par maître Dongchu (en)). Du côté Rinzai, il est descendant de 3e génération de maitre Hsu Yun, et par ce biais, 57e descendant de cette tradition; du côté du Caodong (japonais: Sōtō), Sheng-yen est 52e descendant de maître Dongshan (807-869) et descendant direct de Dongchu (en)(1908–1977),.
Il a transmis d'une part la méthode hua tou de Linji (IXe siècle), et il a été un important relais dans l'enseignement contemporain de la méthode de l'illumination silencieuse due à Hongzhi Zhengjue (XIIe siècle) et à Dôgen (XIIIe siècle), particulièrement importante dans les écoles Caodong et Sôtô. Il a aussi intégré des éléments de diverses traditions bouddhiques (Corée, Japon, Vietnam), revivifiant la doctrine de samatha (bouddhisme d'Asie du Sud-Est), ainsi que la méthode gradualiste du bouddhisme tibétain. La synthèse de ces approches s'est concrétisée dans la fondation d'une école du Dharma Drum du Chan chinois en 2005. Par la suite, Sheng Yen a transmis sa lignée de dharma à une vingtaine de moines et de pratiquants laïcs, par lesquels son enseignement continue à se transmettre aujourd'hui.

## Ouvrages
Sheng Yen a publié plus d'une centaine de livres. Parmi eux, on peut mentionner :
- Footprints in the Snow: The Autobiography of a Chinese Buddhist Monk, Doubleday Religion, 2008.  (ISBN 978-0-385-51330-2).
- A Journey of Learning and Insight, Dharma Drum Publishing Corp, 2012.  (ISBN 978-9-575-98580-6)
- Attaining the Way: A Guide to the Practice of Chan Buddhism, Shambhala Publications, 2006.  (ISBN 978-1-590-30372-6)
- Complete Enlightenment - Zen Comments on the Sutra of Complete Enlightenment, Shambhala Publications, 1998.  (ISBN 978-1-570-62400-1)
- Dharma Drum: The Life & Heart of Ch'an Practice, Shambhala Publications, 2006.  (ISBN 978-1-590-30396-2).
- Faith in Mind: A Guide to Chan Practice, Dharma Publishing, 1987.  (ISBN 978-0-960-98542-5).
- Getting the Buddha Mind: On the Practice of Chan Retreat. North Atlantic Books, 2005.  (ISBN 978-1-556-43526-3).
- (avec Dan Stevenson), Hoofprint of the Ox: Principles of the Chan Buddhist Path As Taught by a Modern Chinese Master. Oxford University Press, 2002. (ISBN 0-195-15248-4).
- (Ed. John Crook), Illuminating Silence: The Practice of Chinese Zen, Watkins, 2002.  (ISBN 978-1-842-93031-1).
- Orthodox Chinese Buddhism, Dharma Drum, 2007.  (ISBN 1-556-43657-2). [lire en ligne (page consultée le 25 juin 2023)]
- Ox-herding at Morgan's Bay, Dharma Drum, 1988.  (ISBN 0-960-98543-3)  (ISBN 0-9609854-3-3).
- Setting in Motion the Dharma Wheel, Dharma Drum Publications, 2000. ASIN B001HPIU4K.
- Shattering the Great Doubt: The Chan Practice of Huatou. Shambhala, 2009.  (ISBN 978-1-590-30621-5).
- Song of Mind: Wisdom from the Zen Classic Xin Ming, Shambhala, 2004.  (ISBN 1-590-30140-4).
- Subtle Wisdom: Understanding Suffering, Cultivating Compassion Through Ch'an Buddhism, Image, 1999.  (ISBN 978-0-385-48045-1).
- The Infinite Mirror: Commentaries on Two Chan Classics, Shambala, 2006.  (ISBN 978-1-590-30398-6).
- The Method of No-Method: The Chan Practice of Silent Illumination, Shambhala, 2008.  (ISBN 1-590-30575-2).
- The Poetry of Enlightenment: Poems by Ancient Chan Masters, Shambala, 2006.  (ISBN 978-1-590-30399-3).
- The Six Paramitas: Perfections of the Bodhisattva path, a commentary, Dharma Drum, 2002. ASIN: B0006S8EYU.
- The Sword of Wisdom: A Commentary on the Song of Enlightenment, North Atlantic Books, 2002.  (ISBN 978-1-556-43428-0).
- There Is No Suffering: A Commentary on the Heart Sutra, Dharma Drum, 2002.  (ISBN 1-556-43385-9).
- Things Pertaining to Bodhi: The Thirty-seven Aids to Enlightenment, Shambhala, 2010.  (ISBN 978-1-590-30790-8).
- Zen Wisdom. North Atlantic Books, 2002.  (ISBN 978-1-556-43386-3).

### Traductions en français
- Une traversée du savoir et de la connaissance, trad. Louise Hsu, Dharma Drum Publishing Corp., 2017, 192 p. ASIN  :  B01N22SXH2
- Au cœur de l'éveil: Dialogue sur les bouddhismes tibétain et chinois, trad. Vincent Bardet, Paris, Seuil, coll. « Points Sagesses », 2006 [2005], 144 p. (ISBN 978-2-020-84816-9) [Entretiens entre Sheng Yen et le Dalaï Lama)